# ガブリエル・ガルシア・デ・ラ・トーレ
ガブリ（Gabri）ことガブリエル・フランシスコ・ガルシア・デ・ラ・トーレ（Gabriel Francisco García de la Torre, 1979年2月10日 - ）は、スペイン・カタルーニャ州サジェン出身の元同国代表サッカー選手、現サッカー指導者。現役時代は主にMFとして右サイドや中央でプレーし、時には右SBも務めた。
FCバルセロナでプロとして7年, 下部組織時代を含め13年在籍し、その間に4つの主要なタイトルを獲得するが、主に控えだった。また、アヤックス・アムステルダムで4年プレーした。
スペイン代表としてUEFA EURO 2004に出場した。

## 経歴

### バルセロナ
カタルーニャ州バルセロナ県サジェンに生まれたガブリは、14歳の時にFCバルセロナのカンテラに加入。1997年、セグンダ・ディビシオンに属するFCバルセロナBでプロキャリアを始め、1年目の1997-98シーズンに28試合4得点を記録した。
1999年にトップチームに昇格を果たしてから4シーズンの間はレギュラークラスとしてプレーしていたが、ビッグクラブ故の選手層の厚さと2004-05シーズンのホームで4-1と勝利したレアル・サラゴサ戦で深刻な負傷に見舞われたため出場機会が激減。このシーズンと2005-06シーズンにチームは、プリメーラ・ディビシオン連覇, UEFAチャンピオンズリーグ, スーペルコパ・デ・エスパーニャとタイトルを次々獲得し黄金期を迎えていたが、2005-06シーズンも再び負傷とあまり影響を与えることは出来なかった。

### アヤックス
2005-06シーズン冬の移籍市場でプレミアリーグのチームに引き抜かれそうになったが、親友のシャビ・エルナンデスをはじめとする多くのチームメイトに引き留められて残留したが、シーズン終了後にバルセロナとの契約更新はなく、バルセロナの元アシスタントコーチでアヤックス・アムステルダムの監督に就任したヘンク・テン・カテの誘いに応じる形で2006年6月6日に自由移籍で元同僚のロジェール・ガルシアと共にアヤックスに加入した。
8月にヨハン・クライフ・シャールでライバルのPSVアイントホーフェンを3-1で下し、早速タイトルを獲得するなど良いスタートを切った。ガブリはレギュラーとしてチームに貢献していたものの、リーグ最終節で得失点差わずか1でPSVにタイトルが渡り、優勝を逃した。
2007年5月、KNVBカップ決勝戦で79分にレッドカードを貰い退場したものの、チームはPK戦の末にAZアルクマールを破り優勝した。同年8月のヨハン・クライフ・シャールでガブリは唯一の得点を決め、再びPSVを破りタイトル獲得に貢献した。

### 後年
アヤックスはリーグ戦で2位だったにも関わらず出場数13と出場機会が少なかったガブリは、2010年5月27日、31歳の時にカタールのウム・サラルSCと契約を結んだ。翌年7月4日、再び国とチームを替えスイスのFCシオンに加入した。
2012年7月25日、リーグ戦にあまり出場出来なかったガブリは同じスイスのFCローザンヌ・スポルトに移籍した。現役引退後の2014年6月30日、FCバルセロナBのアシスタントコーチに就任した。
2017年10月25日、FCシオンの監督に就任することが発表された。
2018年12月、FCアンドラの監督に就任した。
2021年1月、UEオロトの監督に就任した。
2021年6月1日、リェイダ・エスポルティウの監督に就任した。

## 代表
U-20代表として1999 FIFAワールドユース選手権で優勝を成し遂げた。更に2000年にU-23代表として背番号10を背負い、シャビ・エルナンデス、カルレス・プジョル、ダビド・アルベルダ、アルベルト・ルケ、カルロス・マルチェナらと共にシドニー・オリンピックで銀メダル獲得に貢献した。
2003年4月30日のエクアドルとの親善試合でA代表デビューした。UEFA EURO 2004のメンバーに選ばれたが、チームはグループリーグで敗退し、ガブリに出場機会はこなかった。

## タイトル
クラブ
FCバルセロナ
- UEFAチャンピオンズリーグ : 2005-06
- プリメーラ・ディビシオン : 2004-05, 2005-06
- スーペルコパ・デ・エスパーニャ : 2006

アヤックス・アムステルダム
- KNVBカップ : 2006-07, 2009-10
- ヨハン・クライフ・シャール : 2006, 2007

代表
- FIFA U-20ワールドカップ : 1999